# Hillsborough (North Carolina)
Hillsborough ist eine Town in und Verwaltungssitz von Orange County, North Carolina in den Vereinigten Staaten von Amerika. Im Jahr 2000 hatte der Ort 5.446 Einwohner und eine Bevölkerungsdichte von 459 Einwohnern pro Quadratkilometer. Der Name wurde inoffiziell im Lauf der Jahre (beginnend im 19. Jahrhundert) zu Hillsboro abgekürzt, aber seit den späten 1960ern wird die ursprüngliche Schreibweise wieder verwendet.

## Geschichte

### Indianische Geschichte
In der Gegend um Hillsborough lebten bereits Jahrtausende vor der europäischen Besiedlung Nordamerikas und der Entdeckung der Region amerikanische Ureinwohner. Stämme der Sioux sprechenden Occaneechi und Eno waren die letzten, die vor der Vertreibung in der Region um Hillsborough lebten, möglicherweise war eine der indianischen Siedlungen das von Lawson beschriebene „Occaneechi Town“, dass er bei Reisen in die Gegend 1701 besucht hatte. Heute leben noch einige wenige übriggebliebene Indianer in der Gegend, überwiegend vom Stamm der Occaneechee Band of the Saponi Nation.

### Koloniale Ära und amerikanische Revolution
Hillsborough wurde 1754 gegründet und wurde von William Churton (ein Geometer im Auftrag Earl Granvilles) in Besitz genommen, erkundet und kartographiert. Ursprünglich Orange genannt, wurde es später nach Francis Corbin, einem Mitglied des Beraterstabes des Governors und Grundstücksmakler im Auftrage Granvilles zu Corbin Town umbenannt. 1759 wurde es zu Ehren eines weiteren Maklers Granvilles und Generalstaatsanwaltes Thomas Child von North Carolina zu Childsburgh. Erst im Jahre 1766 erhielt der Ort seinen heutigen Namen nach dem Earl of Hillsborough, der britischer Staatssekretär in den Kolonien und ein Verwandter des königlichen Governors William Tryon war.

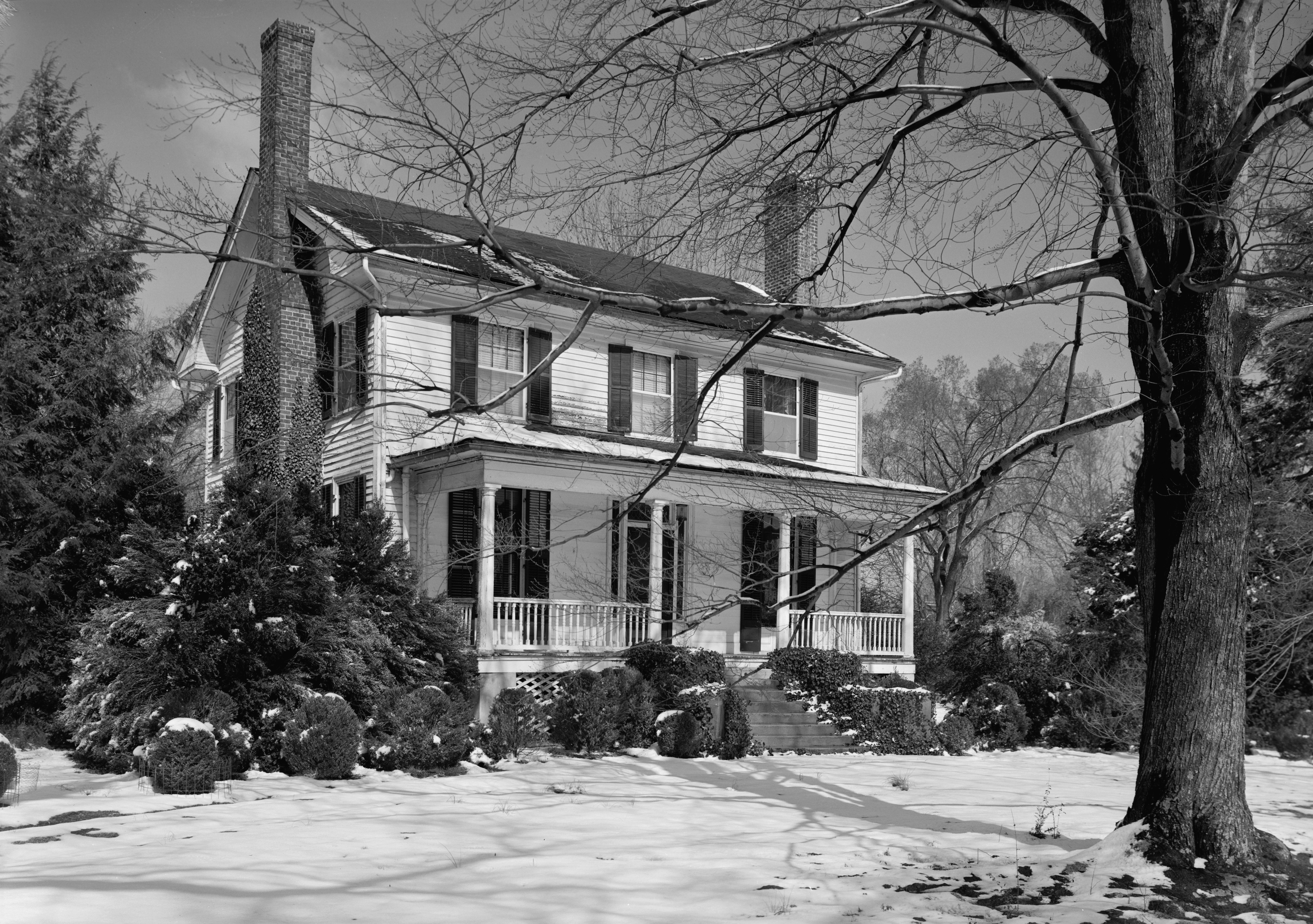
Nash-Hooper House, hist. Gebäude in Hillsborough

Es war einer der früheren kolonialen Orte im Piedmont, in denen Gericht gehalten wurde. Hillsborough war Schauplatz einiger Spannungen vor dem eigentlichen Unabhängigkeitskrieg, beispielsweise der Aufstand der Regulatoren. Die Einwohner North Carolinas kämpften gegen Gesetze, die sie für unfair hielten und die durch lokale Beamte eingeführt worden waren.
Der Ort war Sitz der Legislative North Carolinas während der amerikanischen Revolution und wurde im späten Februar des Jahres 1781 als Basislager des britischen Generals Charles Cornwallis benutzt.

### Sezessionskrieg
Die Familie Burwell unterhielt in den Jahren von 1837 bis 1857 ein Mädchenpensionat in ihrem Haus in der Churton Street, Elizabeth Keckley wurde dort als Teenager aus der Sklaverei befreit und wurde Schneiderin, spätere Vertraute von Mary Todd Lincoln und schrieb ihre Memoiren.
1864/1865 überwinterte der konföderierte General Joseph E. Johnston außerhalb von Hillsborough. Nach Unionsgeneral Shermans Marsch zum Meer bot dieser während er in Raleigh lagerte, Johnston einen Waffenstillstand an. Dieser erklärte sich einverstanden und sie vereinbarten sich zu treffen, um die Bedingungen für eine Kapitulation auszuhandeln. Kurz darauf ergab sich Johnston in Bennett Place mit 90.000 Mann, was den Krieg effektiv beendete.

### Autorennen
Occaneechi Speedway, ein Ovalkurs vor den Toren Hillsboroughs, war eine der ersten beiden NASCAR-Rennstrecken die eröffnet wurden und ist die einzige Strecke aus dieser Eröffnungssaison im Jahre 1949 die noch besteht. Bill France und die Gründer der NASCAR kauften Land um eine 1,6 Kilometer (eine Meile) lange, ovale Strecke in Hillsborough zu bauen, aber nach Widerstand der örtlichen religiösen Gemeindevorsitzenden, die keine Rennstrecke in ihrer Gemeinde haben wollte, wurde eine der großen Rennstrecke der NASCAR, der Talladega Superspeedway stattdessen in Talladega, Alabama errichtet.

## Geographie
Hillsborough liegt am Eno River im Orange County. Die Fläche des Ortes beträgt 11,9 Quadratkilometer; 0,22 Prozent davon sind Wasserflächen.

## Demographie
Nach der Volkszählung im Jahr 2000 lebten in Hillsborough 5.446 Menschen. Davon wohnten 245 Personen in Sammelunterkünften, die anderen Einwohner lebten in 2.101 Haushalten und 1.428 Familien. Die Bevölkerungsdichte beträgt 459 Einwohner pro Quadratkilometer. Ethnisch betrachtet setzt sich die Bevölkerung zusammen aus 60,3 Prozent weißer Bevölkerung, 34,8 Prozent Afroamerikanern, 0,5 Prozent amerikanischen Ureinwohnern, 0,6 Prozent Asiaten und 1,6 Prozent Bewohnern aus anderen ethnischen Gruppen; 2,2 Prozent stammen von zwei oder mehr Ethnien ab. 2,8 Prozent der Bevölkerung sind spanischer oder lateinamerikanischer Abstammung.
Von den 2.101 Haushalten hatten 34,9 Prozent Kinder unter 18 Jahren, die bei ihnen lebten, 42,9 Prozent davon waren verheiratete, zusammenlebende Paare, 20,9 Prozent waren allein erziehende Mütter und 32,0 Prozent waren keine Familien. 26,2 Prozent bestanden aus Singlehaushalten und in 9,6 Prozent lebten Menschen mit 65 Jahren oder älter. Die Durchschnittshaushaltsgröße betrug 2,48 und die durchschnittliche Familiengröße war 2,99 Personen.
26,2 Prozent der Bevölkerung waren unter 18 Jahre alt, 7,2 Prozent zwischen 18 und 24 Jahre, 32,7 Prozent zwischen 25 und 44 Jahre, 21,1 Prozent zwischen 45 und 64, und 12,8 Prozent waren 65 Jahre alt oder älter. Das Durchschnittsalter betrug 36 Jahre. Auf 100 weibliche Personen kamen 86,3 männliche Personen. Auf 100 Frauen im Alter von 18 Jahren oder darüber kamen 81 Männer.
Das jährliche Durchschnittseinkommen eines Haushalts betrug 40.111 US-Dollar und das jährliche Durchschnittseinkommen einer Familie betrug 46.793 US-Dollar. Männer hatten ein durchschnittliches Einkommen von 36.636 US-Dollar, Frauen 29.052 US-Dollar. Das Pro-Kopf-Einkommen betrug 21.818 US-Dollar. 11,0 Prozent der Bevölkerung und 12,6 Prozent der Familien lebten unterhalb der Armutsgrenze. 16,1 Prozent von ihnen waren Kinder und Jugendliche unter 18 Jahre und 16,6 Prozent waren 65 Jahre oder älter.

## Persönlichkeiten
- William Hooper (1742–1790), Rechtsanwalt und Unterzeichner der Unabhängigkeitserklärung für North Carolina
- Josiah Turner junior (1821–1901), Jurist, Zeitungsmann und Politiker
- George Burgwyn Anderson (1831–1862), Konföderierter General, getötet in der Schlacht von Antietam
- Shepperd Strudwick (1907–1983), Schauspieler
- Robin Murphy Williams, Jr. (1914–2006), Soziologe
- Lee Smith (* 1944), Autorin
- Doug Marlette (1949–2007), Cartoon-Zeichner und Autor[4]
- Jerzy W. Rozenblit (* 1956), Informatiker, ehem. Department Head Electrical and Computer Engineering der University of Arizona, Professor in der Elektrotechnischen und Medizinischen Fakultät.
- Mike Nelson (* 1963), erster schwuler Bürgermeister in North Carolina (Carrboro)
- Logan Pause (* 1981), Fußballspieler

## Namensvarianten
Die Stadt besitzt einige Bezeichnungsvarianten:
- Childsburg[5]
- Childsburgh[6]
- Corbinton[6]
- Hillsboro[7]

### Geschichte Hillsboroughs
- The Alliance for Historic Hillsborough
- The Burwell School Historic Site